# Yoshitaka Amano
Yoshitaka Amano (jap. 天野 喜孝 Amano Yoshitaka; ur. 26 marca 1952 roku w Shizuoce w Japonii) – japoński rysownik i grafik, który wykonywał szkice postaci do gier Square Enix. Współpracuje z Mistwalker.

## Życiorys
Od dziecka lubił rysować. Gdy jego brat przynosił do domu ogromne ryzy papieru z fabryki, Amano zabierał je i rysował na nich wszystko, co mu przyszło do głowy. W wieku 15 lat, w 1967 roku, rozpoczął pracę w Tatsunoko Productions, gdzie rysował postacie do takich anime jak Gatchaman (G-Force), Hutch the Honeybee czy Time Bokan. Największą popularność zdobył w latach 1983–1987, kiedy cztery razy z rzędu zdobył nagrodę Seiun w kategorii „sztuka”. W 1984 roku, we współpracy z popularnym japońskim animatorem, Mamoru Oshii, stworzył anime Angel's Egg, wydał także pierwszy artbook – Maten.
W 1987 roku, artystą zainteresowała się firma Square (dzisiejsze Square Enix) i zatrudniła go do stworzenia postaci do ich najnowszej gry, Final Fantasy. Gra odniosła ogromny sukces, a jej kolejne części, przy których także pomagał Amano, rozsławiły jego imię za oceanem. W 1997 roku, założył on swoje własne studio w Nowym Jorku. To właśnie tam, w tym samym roku, odbyła się jedna z jego najsłynniejszych ekspozycji, THINK LIKE AMANO.
Rok później, Amano stworzył szkice do krótkometrażowego filmu 3D/2D, 1001 Nocy. W 2000 roku zilustrowana przez niego powieść napisana przez Neila Gaimana, The Sandman: The Dream Hunters, została nominowana do nagrody Hugo i zdobyła nagrodę Eisnera. W tym samym roku, artysta otrzymał także nagrody Dragon Con i Julie. 
Na początku roku 2010 założył przedsiębiorstwo produkcji filmów pod nazwą Studio Daveloka.

## Gry Video
- Ilustrator graficzny serii Final Fantasy
- Concept-art serii Front Mission
- Seria El Dorado Gate (Dreamcast)
- Kartia: World of Fate (Sony PlayStation)

## Manga
- Chimera
- Elektra and Wolverine: The Redeemer
- Genji
- Guin Saga
- Rampo
- The Sandman: The Dream Hunters
- Vampire Hunter D

## Anime
- Amon Saga
- Angel's Egg
- Casshan
- G-Force
- Starzan
- Tekkaman: The Space Knight
- Time Bokan
- Vampire Hunter D
- W Królestwie Kalendarza
- Wojna planet
- Yattaman